# Aletia decaryi
Aletia decaryi is een vlinder uit de familie uilen (Noctuidae). De wetenschappelijke naam van deze soort is voor het eerst geldig gepubliceerd in 1952 door Boursin & Rungs.
De soort komt voor in tropisch Afrika.